# ザ・シンプソンズ MOVIE
『ザ・シンプソンズ MOVIE』（ - ムービー、原題：The Simpsons Movie）は、2007年のアニメーション映画。アメリカで放送中である『ザ・シンプソンズ』の初となる劇場版作品。

## 概要
2007年7月25日から7月27日にかけて約40の国と地域で同時公開された。
シリーズ初となる劇場版で、興行収入は合計5億2600万ドルを突破した。北米では、本編中のコンビニエンスストア・クイックEマートをモデルにしたセブン-イレブンの店舗が登場するなど、そのプロモーションでも話題になった。
スペシャルゲストの声優として、ハリウッドスターのトム・ハンクスと人気ロックバンドのグリーン・デイが参加している。
ミスタードーナツは、本作とのタイアップ商品として「ふわふわモンブラン」を販売した。また、劇中のドーナツを再現した「ミックスベリーフレーバー」や「バナナフレーバー」も販売され、携帯電話のカメラで撮影して送信するとデジタル割引クーポンが送られるキャンペーンが行なわれた。なお、CMではオリジナル版の声優陣が吹き替えを担当している。

## ストーリー
アメリカの田舎町スプリングフィールドにある湖で、世界的ロックバンドのグリーン・デイのライブが行われていた。ライブが一通り済んだ後、彼らは環境問題について話し始める。しかし、観客の反感を買い石を投げられてしまう。そこは、汚染が進む湖の上。彼らの立つステージは沈み始めた。翌日、町の教会で彼らの弔いが終わると、預言者となったシンプソン家の祖父エイブが「イーパ！イーパ！イーパ！」などと不吉な予言を告げる。
湖の汚染が危機的水準に近づいたため、市は湖にごみを捨てることを禁止した。そんなある日、ホーマーはブタを飼い始める。ブタの排泄物を貯めていたサイロが一杯になり、ホーマーはサイロを処理場に搬入しに行くが、処理場が混雑していたため、禁止を無視しサイロを湖に捨ててしまう。
さらに汚染が進み強烈な汚染物質を撒き散らし始めた湖への対処を迫られたアーノルド・シュワルツェネッガー大統領は、スプリングフィールドをドームで覆い隔離するよう命じた。ドームで覆われ外界と遮断されたスプリングフィールドは、雨も降らず風も吹かない地獄と化すのだった。

## ゲストキャラクター
ゲストキャラクター以外は、ザ・シンプソンズの登場人物も参照。
ラス・カーギル（Russ Cargill）
声 - 西村知道（劇場公開版） / 石塚運昇（オリジナル版）
EPA局長。
ホーマーが捨てた有害廃棄物によって、スプリングフェールド湖が汚染されたことをホワイトハウスまで知らせに来た。大統領にいくつもの解決プランを提示し、適当に選ばれたスプリングフィールドをドームに閉じ込める計画を進めていく。しかし事態の原因を作ったシンプソン一家が逃亡したことで、全米に指名手配する。ドームの外にも見張りを増強させるが、マッチョとヤサを交互に並べろと支離滅裂な命令を出して部下に呆れられるも「権力を握っておかしくならない奴はいない」と開き直っている。その後、大統領を誘導して、スプリングフィールド爆破計画にサインを出させることに成功。ドームの穴に小型爆弾を吊るして住民もろとも始末しようとした。しかし、ホーマーのバイクテクニックでドームを昇られ、同乗していたバートが爆弾を穴の外に投げ込みドームを破壊させる。計画を台無しにされたことでホーマーとバートをライフルで始末しようとするが、頭上からマギーに岩を落とされ気絶した。
アーノルド・シュワルツェネッガー大統領（President Arnold Alois Schwarzenegger）
声 - 玄田哲章
アメリカ合衆国大統領。キャラクターのモデルは実在する俳優、アーノルド・シュワルツェネッガー。
無能な事なかれ主義で、大統領が読むのは「世間の空気」だけだと考えている。カーギルが用意したプランの中から内容も読まずに3番を選んだためスプリングフィールドの住民は、透明なドームの中に閉じ込められてしまう。その後もカーギルに利用され続け、スプリングフィールド爆破計画にOKを出してしまった。
俳優時代にやっていたコメディ映画に戻るのを極端に嫌がっており、何としてでも事態を早急に処理しようとしている。
トム・ハンクス（Tom Hanks）
声 - 江原正士
本人役で、アメリカ政府広報CMのイメージキャラクターとして特別出演。政府の決定に対して信じてみましょうと曖昧な発言を繰り返していた。
グリーン・デイ（Green Day）
ビリー・ジョー・アームストロング（Billie Joe Armstrong）
声 - 河相智哉（劇場公開版） / 伊藤栄次（オリジナル版）
フランク・エドウィン・ライトIII（Frank Edwin Wright III）
声 - 石上裕一（劇場公開版） / 目黒光祐（オリジナル版）
マイケル・プリチャード（Michael Ryan Prichard）
声 - 渡辺浩司（劇場公開版） / 小形満（オリジナル版）
スプリングフィールドで開催されているライブに出演した超人気グループ。観客もコンサートの演奏に熱中していたが、環境問題について演説しようとしたところ暴動が発生。ステージが汚染されたスプリングフィールド湖に沈んでいき、全員が湖へと沈んでいった。その後、教会では彼らの追悼集会が開かれた。
コリン（Colin）
声 - 達依久子（劇場公開版） / 安藤ありさ（オリジナル版）
環境保護オタクの少年。スプリングフィールドの汚染の現状を訴えるべく、チラシ配りをしていたところ、リサと出会い相思相愛の仲になる。しかし、ホーマーの廃棄物のせいで、政府にドームの中へ閉じ込められた結果、シンプソン一家はドームの外に避難して、逃亡を余儀なくされる。ドームの内外でリサと愛を確認するために歌を演奏する。その後、ドームはホーマーとバートの活躍で破壊され、2人の関係も元に戻った。

## キャスト
| 役名                                      | 原語版声優                       | 日本語吹き替え                  | 日本語吹き替え             |
| 役名                                      | 原語版声優                       | 劇場公開版                      | オリジナル版               |
| ----------------------------------------- | -------------------------------- | ------------------------------- | -------------------------- |
| ホーマー・シンプソン                      | ダン・カステラネタ               | 所ジョージ                      | 大平透                     |
| マージ・シンプソン                        | ジュリー・カブナー               | 和田アキ子                      | 一城みゆ希                 |
| バート・シンプソン                        | ナンシー・カートライト           | 田村淳 （ロンドンブーツ1号2号） | 堀絢子                     |
| リサ・シンプソン                          | イヤードリー・スミス             | ベッキー                        | 神代知衣                   |
| マギー・シンプソン                        | ナンシー・カートライト           | 世戸さおり                      | 真柴摩利                   |
| ラス・カーギル                            | アルバート・ブルックス           | 西村知道                        | 石塚運昇                   |
| アーノルド・シュワルツェネッガー大統領    | ハリー・シェアラー               | 玄田哲章                        | 玄田哲章                   |
| トム・ハンクス                            | トム・ハンクス                   | 江原正士                        | 江原正士                   |
| ビリー・ジョー・アームストロング          | ビリー・ジョー・アームストロング | 河相智哉                        | 伊藤栄次                   |
| フランク・エドウィン・ライトIII           | フランク・エドウィン・ライトIII  | 石上裕一                        | 小形満                     |
| マイケル・プリチャード                    | マイケル・プリチャード           | 渡辺浩司                        | 目黒光祐                   |
| コリン                                    | トレス・マクニール               | 達依久子                        | 安藤ありさ                 |
| エイブラハム・シンプソン                  | ダン・カステラネタ               | 滝口順平                        | 滝口順平                   |
| ネッド・フランダース                      | ハリー・シェアラー               | 多田野曜平                      | 稲葉実                     |
| ロッド・フランダース                      | パメラ・ヘイデン                 | 真柴摩利                        | 真柴摩利                   |
| トッド・フランダース                      | ナンシー・カートライト           | 宇乃音亜季                      | 安達忍                     |
| モー・シズラック                          | ハンク・アザリア                 | 稲葉実                          | 稲葉実                     |
| レニー・レオナルド                        | ハリー・シェアラー               | 多田野曜平                      | 朝戸鉄也                   |
| カール・カールソン                        | ハンク・アザリア                 | 横島亘                          | 辻親八                     |
| バーニー・ガンベル                        | ダン・カステラネタ               | 広瀬正志                        | 広瀬正志                   |
| シーモア・スキナー校長                    | ハリー・シェアラー               | 青森伸                          | 青森伸                     |
| ミルハウス・ヴァン・ホーテン              | パメラ・ヘイデン                 | 杉本ゆう                        | 飛田展男                   |
| ネルソン・マンツ                          | ナンシー・カートライト           | 桜井敏治                        | 桜井敏治                   |
| ラルフ・ウィガム                          | ナンシー・カートライト           | 真柴摩利                        | 真柴摩利                   |
| マーティン・プリンス                      | ラッシ・テイラー                 | 宇乃音亜季                      | 安達忍                     |
| オットー・マン                            | ハリー・シェアラー               | 桜井敏治                        | 桜井敏治                   |
| アプー・ナハサピーマペティロン            | ハンク・アザリア                 | 広瀬正志                        | 広瀬正志                   |
| チャールズ・モンゴメリ・バーンズ社長      | ハリー・シェアラー               | 伊井篤史                        | 小形満                     |
| ウェイロン・スミサーズ                    | ハリー・シェアラー               | 糸博                            | 目黒光祐                   |
| クラクシー・ウィガム署長                  | ハンク・アザリア                 | 中村大樹                        | 中村大樹                   |
| ルー                                      | ハンク・アザリア                 | 伊藤栄次                        | 伊藤栄次                   |
| クラスティー                              | ダン・カステラネタ               | 岩崎ひろし                      | 島田敏                     |
| サイドショー・メル                        | ダン・カステラネタ               | 河相智哉                        | 広瀬正志                   |
| イッチー                                  | ダン・カステラネタ               | 石上裕一                        | 紗ゆり                     |
| スクラッチー                              | ハリー・シェアラー               | 多田野曜平                      | 飛田展男                   |
| ハチ男                                    | ハンク・アザリア                 | 桜木章人                        | 広瀬正志                   |
| ケント・ブロックマン                      | ハリー・シェアラー               | 糸博                            | 糸博                       |
| I・Q・ネイディルバーム・フリンク・ Jr教授 | ハンク・アザリア                 | 渡辺浩司                        | 飛田展男                   |
| ティモシー・ラブジョイ牧師                | ハリー・シェアラー               | 中田譲治                        | 目黒光祐                   |
| ヘレン・ラブジョイ夫人                    | マギー・ロズウェル               | 伊藤美紀                        | さとうあい                 |
| アグネス・スキナー夫人                    | トレス・マクニール               | 森夏姫                          | 鈴木れい子                 |
| ジョー・クインビー市長                    | ダン・カステラネタ               | 加藤亮夫                        | 辻親八                     |
| ファット・トニー                          | ジョー・マンテーニャ             | 糸博                            | 津田英三                   |
| ジュリアス・ヒバート医師                  | ハリー・シェアラー               | 青森伸                          | 青森伸                     |
| ニック・リビエラ医師                      | ハンク・アザリア                 | 桜木章人                        | 飛田展男                   |
| クレタス・スパックラー                    | ハンク・アザリア                 | 桜木章人                        | 朝戸鉄也                   |
| コミックブックガイ                        | ハンク・アザリア                 | 日向とめ吉                      | 青森伸                     |
|                                           |                                  |                                 |                            |
| リンゼイ・二ーグル                        | トレス・マクニール               | 織田芙実                        | 紗ゆり                     |
| クッキー・クワン                          | トレス・マクニール               | 森夏姫                          | さとうあい                 |
| ネルソン・マンツの母                      | トレス・マクニール               | 高乃麗                          | 鈴木れい子                 |
| メディスン夫人                            | トレス・マクニール               | 森夏姫                          | 定岡小百合                 |
| 猫おばさん                                | トレス・マクニール               | 近藤春菜 （ハリセンボン）       | 原語版声優の音声を使用     |
| カーナビのGPS音声                         | トレス・マクニール               | 箕輪はるか （ハリセンボン）     | 真柴摩利                   |
| その他声の出演                            |                                  | 山本“KID”徳郁                   |                            |
| 日本語版制作スタッフ                      |                                  |                                 |                            |
| 演出                                      | 演出                             | 中野洋志                        | 向山宏志                   |
| 翻訳                                      | 翻訳                             | 徐賀世子                        | 徐賀世子                   |
| 調整                                      | 調整                             | 山本洋平 菊池悟史 中川ふみ子    | 並木晃                     |
| 録音スタジオ                              | 録音スタジオ                     | ACスタジオ                      |                            |
| 制作                                      | 制作                             | ACクリエイト株式会社            | ブロードメディア・スタジオ |

## 日本語吹き替え版
日本では、他の地域よりも遅れた2007年12月15日から公開された。日本語字幕版は当初東京のお台場シネマメディアージュとTOHOシネマズ六本木ヒルズのみで公開され、他館では日本語吹き替え版のみ上映された。

### 声優の変更
日本語吹き替え版では、テレビアニメシリーズで吹き替えを担当していた大平透らに代わって基本的に声優を本業としないタレント・お笑い芸人が主な登場人物の吹き替えに起用された。20世紀フォックスの日本支社はこの変更について「『日本の理想の楽しい家庭』をテーマに決めた」と説明しているが、話題性重視の安易な人選であるとして批判的な声が上がり、一部の新聞や日経エンタテインメント!、キネマ旬報などの雑誌がこれを報じた。
この変更が発表された翌日の2007年8月15日にはmixiに変更に抗議するコミュニティが登場し、プロフィール画像に変更への抗議を示すものを指定するなどの抗議活動が行われた。さらに、インターネット上にはオリジナル声優の復活を求める署名サイトとブログ『映画版「ザ・シンプソンズ」声優変更を考える会』が開設され、3000人を越す署名が集まった。著名人の間でもこの変更を疑問視する声が上がり、バンドホフディランの小宮山雄飛は自身のブログで変更への抗議を示し、20世紀フォックスの日本支社を訪れて直談判したが訪問後に「字幕版で見よう」と意見を180度転向、トーンダウンした。シリーズにマイケル・ジャクソン役としてゲスト出演したことがある声優山寺宏一は、具体的な表現は避けたものの、これまで長らくキャラクターの声を務めてきた声優を軽んじるような話題性重視のキャスティングに対して、長いこと作品を応援してきたファンを裏切る行為でもあるとして批判を述べている。なお、シンプソン家以外の声優陣には通常通りオファーが出されたものの、大半が一連の騒動を受け出演を辞退。通常と異なる声優が起用されている。

### オリジナル版制作
シリーズでマージ役を担当する声優一城みゆ希は自身のブログで抗議に触れ、また、2007年10月30日には映像ソフトへの収録用にシリーズで吹き替えを担当する声優による吹き替えの収録が開始されたことを明らかにした。そして、2008年3月19日に劇場公開版とシリーズの声優によるオリジナル版の2つの日本語吹き替え音声が収録されたDVDとBlu-ray Discが発売された。但しバーンズの声はオリジナル版も通常と異なり小形満が務めた。
2008年5月4日には日本語版声優とシンプソンズファンが主催する「第1回シンプソンズ・ファン感謝祭」が開催され、本作のオリジナル版を上映。全国から500人のシリーズファンが集まった。2008年12月にはWOWOWおよびスター・チャンネルにおいて初放送され、両局ともオリジナル版が採用されている。しかし、2020年6月11日にウォルト・ディズニー・ジャパンによってサービスを開始した定額制動画配信サービス「Disney+」では劇場公開版を配信しており、オリジナル版は採用されていない。そのため、本作が採用したオリジナル版とは異なり、本作が採用した劇場公開版がポニー・バンダイ版のディズニー作品・タッチストーン・ピクチャーズ作品と統一している。
なお、テレビアニメシリーズは2008年2月5日から放送を開始したシーズン15以降、長年に渡って吹き替え版が製作されておらず、字幕版のみが放映されていた。2021年7月15日、Disney+は既にアメリカなどでは配信されていたマーベル・スタジオとのコラボレーション短編作品の新作である『ザ・シンプソンズ ロキとバートたちの大乱闘』をシンプソンズシリーズとしては約13年ぶりに日本語吹き替え版付きで翌16日に配信することを発表すると同時に同作並びにシーズン15以降のテレビアニメシリーズの吹き替え担当声優を一新した上で吹き替え版の制作を再開することを公式Twitter上にて発表した。これにより、本作が旧キャストが出演した最後の作品となった。